# Isotopes du cadmium
Le cadmium (Cd, numéro atomique 48) possède 38 isotopes connus, de nombre de masse variant entre 95 et 132, et 12 isomères nucléaires. Parmi ces isotopes, six sont stables, 106Cd, 108Cd, 110Cd, 111Cd, 112Cd et 114Cd ; ils constituent avec deux radionucléides primordiaux, 113Cd et 116Cd, la totalité du cadmium naturel. Le plus abondant est 114Cd (28,73 % du cadmium naturel) et le moins abondant 108Cd (0,89 %). On attribue au cadmium une masse atomique standard de 112,411(8) u.
En dehors des deux radioisotopes naturels du cadmium, les radioisotopes du cadmium avec les plus longues demi-vies sont 109Cd (462,6 jours) et 115Cd (53,46 heures). Tous les autres radioisotopes ont une demi-vie inférieure à 2,5 heures et pour la majorité inférieure à 5 minutes. Parmi les isomères nucléaires, les plus stables sont 113mCd (t1/2 de 14,1 années), 115mCd (t1/2 de 44,6 jours) et 117mCd (t1/2 de 3,36 heures).
Les radioisotopes plus légers que les isotopes stables (A < 108) se désintègrent principalement par émission de positron (β+) en isotopes de l'argent. 109Cd  se désintègre lui par capture électronique en 109Ag. Les radioisotopes plus lourds (A > 113) se désintègrent eux principalement par désintégration β− en isotopes de l'indium, à l'exception de 116Cd qui se désintègre par double émission β− en 116Sn.

## Isotopes notables

### Cadmium naturel
Le cadmium naturel est constitué des six isotopes stables 106Cd, 108Cd, 110Cd, 111Cd, 112Cd et 114Cd, et des deux radionucléides primordiaux 113Cd et 116Cd. Ces derniers ont des demi-vies respectives de 7,7 × 1015 années pour 113Cd et 3,1 × 1019 années pour 116Cd, ils sont donc quasi stables et leur radioactivité est négligée pour la quasi-totalité de leurs applications. On soupçonne 106Cd, 108Cd et 114Cd d'être également radioactifs, avec des demi-vies de l'ordre ou supérieure à dix millions de fois l'âge de l'univers, mais leur désintégration n'a pour l'instant jamais été observée.
| Isotope | Abondance (pourcentage molaire) |
| ------- | ------------------------------- |
| 106Cd   | 1,25 (6) %                      |
| 108Cd   | 0,89 (3) %                      |
| 110Cd   | 12,49 (18) %                    |
| 111Cd   | 12,80 (12) %                    |
| 112Cd   | 24,13 (21) %                    |
| 113Cd   | 12,22 (12) %                    |
| 114Cd   | 28,73 (42) %                    |
| 116Cd   | 7,49 (18) %                     |

### Cadmium 113m
Le cadmium 113m (113mCd) est un radioisotope et isomère nucléaire avec une demi-vie de 14,1 années. Dans un réacteur thermique normal, il a un très faible rendement de produit de fission, et du fait de sa très grande section efficace de capture neutronique, toute quantité produite, même infime, est détruite durant la consommation du combustible nucléaire, ce qui n'en fait pas un déchet nucléaire important.
La fission rapide ou la fission d'actinides plus lourds produit 113mCd à de plus hauts rendements.

## Table des isotopes
| Symbole de l'isotope | Z (p)                | N (n)                | Masse isotopique (u) | Demi-vie        | Mode(s) de désintégration, | Isotope(s)-fils | Spin nucléaire |
| Symbole de l'isotope | Énergie d'excitation | Énergie d'excitation | Énergie d'excitation | Demi-vie        | Mode(s) de désintégration, | Isotope(s)-fils | Spin nucléaire |
| -------------------- | -------------------- | -------------------- | -------------------- | --------------- | -------------------------- | --------------- | -------------- |
| 95Cd                 | 48                   | 47                   | 94,94987(64)#        | 5# ms           |                            |                 | 9/2+#          |
| 96Cd                 | 48                   | 48                   | 95,93977(54)#        | 1# s            | β+                         | 96Ag            | 0+             |
| 97Cd                 | 48                   | 49                   | 96,93494(43)#        | 2,8(6) s        | β+ (>99,9 %)               | 97Ag            | 9/2+#          |
| 97Cd                 | 48                   | 49                   | 96,93494(43)#        | 2,8(6) s        | β+, p (<0,1 %)             | 96Pd            | 9/2+#          |
| 98Cd                 | 48                   | 50                   | 97,92740(8)          | 9,2(3) s        | β+ (99,975 %)              | 98Ag            | 0+             |
| 98Cd                 | 48                   | 50                   | 97,92740(8)          | 9,2(3) s        | β+, p (0,025 %)            | 97Ag            | 0+             |
| 98mCd                | 2427,5(6) keV        | 2427,5(6) keV        | 2427,5(6) keV        | 190(20) ns      |                            |                 | 8+#            |
| 99Cd                 | 48                   | 51                   | 98,92501(22)#        | 16(3) s         | β+ (99,78 %)               | 99Ag            | (5/2+)         |
| 99Cd                 | 48                   | 51                   | 98,92501(22)#        | 16(3) s         | β+, p (0,21 %)             | 98Pd            | (5/2+)         |
| 99Cd                 | 48                   | 51                   | 98,92501(22)#        | 16(3) s         | β+, α (10−4 %)             | 94Rh            | (5/2+)         |
| 100Cd                | 48                   | 52                   | 99,92029(10)         | 49,1(5) s       | β+                         | 100Ag           | 0+             |
| 101Cd                | 48                   | 53                   | 100,91868(16)        | 1,36(5) min     | β+                         | 101Ag           | (5/2+)         |
| 102Cd                | 48                   | 54                   | 101,91446(3)         | 5,5(5) min      | β+                         | 102Ag           | 0+             |
| 103Cd                | 48                   | 55                   | 102,913419(17)       | 7,3(1) min      | β+                         | 103Ag           | 5/2+           |
| 104Cd                | 48                   | 56                   | 103,909849(10)       | 57,7(10) min    | β+                         | 104Ag           | 0+             |
| 105Cd                | 48                   | 57                   | 104,909468(12)       | 55,5(4) min     | β+                         | 105Ag           | 5/2+           |
| 106Cd                | 48                   | 58                   | 105,906459(6)        | Observé stable  | Observé stable             | Observé stable  | 0+             |
| 107Cd                | 48                   | 59                   | 106,906618(6)        | 6,50(2) h       | β+                         | 107mAg          | 5/2+           |
| 108Cd                | 48                   | 60                   | 107,904184(6)        | Observé stable  | Observé stable             | Observé stable  | 0+             |
| 109Cd                | 48                   | 61                   | 108,904982(4)        | 461,4(12) j     | CE                         | 109Ag           | 5/2+           |
| 109m1Cd              | 59,6(4) keV          | 59,6(4) keV          | 59,6(4) keV          | 12(2) µs        |                            |                 | 1/2+           |
| 109m2Cd              | 463,0(5) keV         | 463,0(5) keV         | 463,0(5) keV         | 10,9(5) µs      |                            |                 | 11/2-          |
| 110Cd                | 48                   | 62                   | 109,9030021(29)      | Stable          | Stable                     | Stable          | 0+             |
| 111Cd                | 48                   | 63                   | 110,9041781(29)      | Stable          | Stable                     | Stable          | 1/2+           |
| 111mCd               | 396,214(21) keV      | 396,214(21) keV      | 396,214(21) keV      | 48,50(9) min    | TI                         | 111Cd           | 11/2-          |
| 112Cd                | 48                   | 64                   | 111,9027578(29)      | Stable          | Stable                     | Stable          | 0+             |
| 113Cd,               | 48                   | 65                   | 112,9044017(29)      | 7,7(3) × 1015 a | β−                         | 113In           | 1/2+           |
| 113mCd               | 263,54(3) keV        | 263,54(3) keV        | 263,54(3) keV        | 14,1(5) a       | β− (99,86 %)               | 113In           | 11/2-          |
| 113mCd               | 263,54(3) keV        | 263,54(3) keV        | 263,54(3) keV        | 14,1(5) a       | TI (0,139 %)               | 113Cd           | 11/2-          |
| 114Cd                | 48                   | 66                   | 113,9033585(29)      | Observé stable  | Observé stable             | Observé stable  | 0+             |
| 115Cd                | 48                   | 67                   | 114,9054310(29)      | 53,46(5) h      | β−                         | 115mIn          | 1/2+           |
| 115mCd               | 181,0(5) keV         | 181,0(5) keV         | 181,0(5) keV         | 44,56(24) j     | β−                         | 115mIn          | (11/2)-        |
| 116Cd,               | 48                   | 68                   | 115,904756(3)        | 3,1(4) × 1019 a | β−β−                       | 116Sn           | 0+             |
| 117Cd                | 48                   | 69                   | 116,907219(4)        | 2,49(4) h       | β−                         | 117mIn          | 1/2+           |
| 117mCd               | 136,4(2) keV         | 136,4(2) keV         | 136,4(2) keV         | 3,36(5) h       | β−                         | 117mIn          | (11/2)-        |
| 118Cd                | 48                   | 70                   | 117,906915(22)       | 50,3(2) min     | β−                         | 118In           | 0+             |
| 119Cd                | 48                   | 71                   | 118,90992(9)         | 2,69(2) min     | β−                         | 119mIn          | (3/2+)         |
| 119mCd               | 146,54(11) keV       | 146,54(11) keV       | 146,54(11) keV       | 2,20(2) min     | β−                         | 119mIn          | (11/2-)#       |
| 120Cd                | 48                   | 72                   | 119,90985(2)         | 50,80(21) s     | β−                         | 120In           | 0+             |
| 121Cd                | 48                   | 73                   | 120,91298(9)         | 13,5(3) s       | β−                         | 121mIn          | (3/2+)         |
| 121mCd               | 214,86(15) keV       | 214,86(15) keV       | 214,86(15) keV       | 8,3(8) s        | β−                         | 121mIn          | (11/2-)        |
| 122Cd                | 48                   | 74                   | 121,91333(5)         | 5,24(3) s       | β−                         | 122In           | 0+             |
| 123Cd                | 48                   | 75                   | 122,91700(4)         | 2,10(2) s       | β−                         | 123mIn          | (3/2)+         |
| 123mCd               | 316,52(23) keV       | 316,52(23) keV       | 316,52(23) keV       | 1,82(3) s       | β−                         | 123In           | (11/2-)        |
| 123mCd               | 316,52(23) keV       | 316,52(23) keV       | 316,52(23) keV       | 1,82(3) s       | TI                         | 23Cd            | (11/2-)        |
| 124Cd                | 48                   | 76                   | 123,91765(7)         | 1,25(2) s       | β−                         | 124In           | 0+             |
| 125Cd                | 48                   | 77                   | 124,92125(7)         | 0,65(2) s       | β−                         | 125mIn          | (3/2+)#        |
| 125mCd               | 50(70) keV           | 50(70) keV           | 50(70) keV           | 570(90) ms      | β−                         | 125In           | 11/2-#         |
| 126Cd                | 48                   | 78                   | 125,92235(6)         | 0,515(17) s     | β−                         | 126In           | 0+             |
| 127Cd                | 48                   | 79                   | 126,92644(8)         | 0,37(7) s       | β−                         | 127mIn          | (3/2+)         |
| 128Cd                | 48                   | 80                   | 127,92776(32)        | 0,28(4) s       | β−                         | 128In           | 0+             |
| 129Cd                | 48                   | 81                   | 128,93215(32)#       | 242(8) ms       | β− (>99,9 %)               | 129In           | 3/2+#          |
| 129Cd                | 48                   | 81                   | 128,93215(32)#       | 242(8) ms       | TI (<0,1 %)                | 129Cd           | 3/2+#          |
| 129mCd               | 0(200)# keV          | 0(200)# keV          | 0(200)# keV          | 104(6) ms       |                            |                 | 11/2-#         |
| 130Cd                | 48                   | 82                   | 129,9339(3)          | 162(7) ms       | β− (96 %)                  | 130In           | 0+             |
| 130Cd                | 48                   | 82                   | 129,9339(3)          | 162(7) ms       | β−, n (4 %)                | 129In           | 0+             |
| 131Cd                | 48                   | 83                   | 130,94067(32)#       | 68(3) ms        |                            |                 | 7/2-#          |
| 132Cd                | 48                   | 84                   | 131,94555(54)#       | 97(10) ms       |                            |                 | 0+             |

1. ↑  En gras pour les isotopes avec des demi-vies plus grandes que l'âge de l'univers (presque stables).
2. ↑  Abréviations :
CE : capture électronique ;
TI : transition isomérique.
3. ↑  Isotopes stables en gras.
4. ↑  Soupçonné de se désintégrer par β+β+ en 106Pd avec une demi-vie supérieure à 4,1 × 1020 années.
5. ↑  Soupçonné de se désintégrer par β+β+ en 108Pd avec une demi-vie supérieure à 4,1 × 1017 années.
6. 1 2 3  Théoriquement capable de fission spontanée.
7. 1 2 3 4 5 6 7  Produit de fission.
8. 1 2  Radionucléide primordial.
9. ↑  Soupçonné de se désintégrer par β−β− en 114Sn avec une demi-vie supérieure à 6,4 × 1018 années.

### Remarques
- La précision de l'abondance isotopique et de la masse atomique est limitée par des variations. Les échelles de variations données devraient être valables pour tout matériau terrestre normal.
- Il existe des échantillons géologiques exceptionnels dont la composition isotopique est en dehors de l'échelle donnée. L'incertitude sur la masse atomique de tels échantillons peut excéder les valeurs données.
- Les valeurs marquées # ne sont pas purement dérivées des données expérimentales, mais aussi au moins en partie à partir des tendances systématiques. Les spins avec des arguments d'affectation faibles sont entre parenthèses.
- Les incertitudes sont données de façon concise entre parenthèses après la décimale correspondante. Les valeurs d'incertitude dénotent un écart-type, à l'exception de la composition isotopique et de la masse atomique standard de l'IUPAC qui utilisent des incertitudes élargies[2].
- Il est prédit de trouver de l'hyperdéformation (en) dans 107Cd.